# Teknologie doktor
En teknologie doktor, periodvis även teknisk doktor, förkortat tekn. dr, TeknD eller TD (i Finland även TkD), är en person som har avlagt doktorsexamen (tidigare doktorsgrad) och har sin grundexamen från en teknisk högskola, från teknisk fakultet vid universitet eller från teknisk utbildningslinje vid en högskola, exempelvis civilingenjörsexamen, arkitektexamen, teknologie masterexamen eller teknologie magisterexamen. Lunds tekniska högskola, en del av Lunds universitet, frångår dock denna regel. (Före 2007 kunde även personer med teknologie kandidatexamen antas.) Personen är därför doktor i teknologi.
Kungliga Tekniska högskolan (KTH) fick rätt att utdela teknologie doktorsgrad 1927, och Sveriges fem första teknologie doktorer promoverades vid KTH den 25 maj 1929. Den förste arkitekten att disputera blev Gustaf Birch-Lindgren (1934). Möjligheten att bli teknologie doktor vid Chalmers tekniska högskola tillkom 1937 i samband med att Chalmers tekniska institut blev teknisk högskola.
Den svenska teknologie doktorsgraden infördes efter förebild från Tyskland, där titeln Doktor-Ingenieur (Dr.-Ing.) infördes 1899. I engelskspråkiga länder brukar doktorer inom ingenjörsvetenskap däremot ha samma doktorstitlar som naturvetare, vanligen Philosophiae doctor (Ph.D.). Därför översätts svensk teknologie doktorsexamen till Ph.D.